# Кого, Мика
Мика Кембои Кого — кенийский легкоатлет, который специализируется в беге на длинные дистанции. Бронзовый призёр Олимпийских игр 2008 года в беге на 10 000 метров. Четырёхкратный призёр всемирного легкоатлетического финала в беге на 5000 метров. Победитель 15-километрового пробега Zevenheuvelenloop 2006 года. Трёхкратный победитель 10-километрового пробега Parelloop. Экс-рекордсмен мира в беге на 10 километров по шоссе. Победитель пробега London 10,000 2008 года. В 2007 году стал победителем пробега Great Manchester Run с рекордом трассы.
На чемпионате мира 2009 года занял 7-е место на дистанции 10 000 метров.
В 2011 году занял 13-е место на мемориале Фанни Бланкерс-Кун в беге на 5000 метров с результатом 13.46,01.

## Сезон 2014 года
14 февраля занял 6-е место на Рас-эль-Хаймском полумарафоне с результатом 59.49.